# Ediger-Eller
Ediger-Eller település Németországban, Rajna-vidék-Pfalz tartományban. Lakosainak száma 909 fő (2023. december 31.).

## Népesség
A település népességének változása:
| Lakosok száma | 1488 | 968  | 971  | 890  | 916  | 909  |
|               | 1975 | 2017 | 2019 | 2021 | 2022 | 2023 |